# Wapen van de heerlijkheid Oostwaard

Wapen bij de Hoge Raad van Adel (2007)

Het wapen van de heerlijkheid Oostwaard werd bij Koninklijk Besluit van 27 april 2007 bevestigd.

## Geschiedenis
Het wapen van de heerlijkheid Oostwaard werd in 2007 bevestigd en het wapendiploma door de Hoge Raad van Adel afgegeven. Dit gebeurde op verzoek van jhr. mr. R.O.N. van Holthe tot Echten, lid van de familie Van Holthe, in zijn hoedanigheid van heer van Oostwaard. Uit een meegestuurde notariële akte uit 2002 bleek dat de aanvrager de titel van zijn vader had geërfd en dat hij er de enige rechthebbende op was. Zijn vader was jhr. mr. Henric Gerrit van Holthe tot Echten (1922-2001). Deze titel was weer afkomstig van de maternelle grootvader van die laatste, een Van Notten.
Het wapen waarvoor de eigenaar bevestiging vroeg was een voor 1795 al gevoerd wapen dat ontleend was aan de Amsterdamse familie Croock, die eerder de naam Swaen had gevoerd. Deze familie die eigenaar was geweest van de heerlijkheid had dus haar wapen daarop over laten gaan, zoals het manuscriptwapenboek Wapenen der steden, dorpen en heerlijkheden in Utrecht gelegen uit 1745 (berustend in het Centraal Bureau voor Genealogie) aantoonde. Aldus werd dit (eertijds sprekende familie)wapen in 2007 bevestigd voor de heerlijkheid Oostwaard.

## Blazoenering
De blazoenering van het wapen luidt als volgt:
In azuur een zwaan van zilver, gebekt en gepoot van keel, staande op een grasgrond van sinopel.
Het wapen is blauw van kleur met een witte (zilveren) zwaan. De poten en bek zijn rood van kleur. De grasgrond waarop de zwaan staat is groen.
Aagtekerke
· Baak
· Bennebroek
· Blitterswijk
· Cadier
· Cleverskerke
· De Vuursche
· Dorenweerd
· Geersdijke
· Hemmen
· Hensbroek
· Hoogkerk, Leegkerk en Dorkwerd
· Kattendijke
· Kerkwijk
· Laag Nieuwkoop
· Lede en Oudewaard
· Lichtenberg
· Limmen
· Nederveen-Cappel
· Oostwaard
· Oostcapelle
· Poortvliet
· Sint Philipsland
· Verwolde
· Wanssum
· Westervoort
· Wisch
· Wiskerke
· Zaanen